# 袁佩爵
袁佩爵（1914年—1972年），中国人民解放军将领、中国人民解放军开国少将。
曾任中国人民解放军第六十四军政委。1955年，授予中国人民解放军少将。